# Brandon Miller
Brandon Jordan Miller, né le 22 novembre 2002 à Nashville dans le Tennessee, est un joueur de basket-ball américain évoluant au poste d'ailier.

## Biographie

### Carrière universitaire
Le 1er novembre 2021, il s'engage avec le Crimson Tide de l'Alabama en dépit d'offres de Kansas ou de Tennessee State. En février 2023, il réalise son record en carrière en inscrivant 41 points dans une victoire face à South Carolina. Après un Tournoi NCAA compliqué pour Miller où il tourne à 19 % au tir sur trois matchs, il s'inscrit pour la draft 2023 où il est attendu parmi les cinq premiers choix.

### Carrière professionnelle

#### Hornets de Charlotte (depuis 2023)
Il est sélectionné en 2e position par les Hornets de Charlotte.
Pour sa première saison Brandon Miller réalise des statistiques de 17,3 points, 4,3 rebonds et 2,4 passes décisives de moyenne.
Lors de sa première saison, il participe au Rising Star Challenge lors du NBA All-Star Game 2024 en février. Malgré de grandes prouesses individuelles, Brandon Miller est trop esseulé et les Hornets finissent l'exercice 2023-2024 à la 13e place de la conférence Est avec 21 victoire et 61 défaites.

### Accusations d'implication indirecte pour homicide
Le 15 janvier 2023, Jamea Jonae Harris, une femme de 23 ans, est tuée par balle à Tuscaloosa, près du campus de l'université de l'Alabama. Deux hommes, l'ancien joueur de l'équipe universitaire Darius Miles et son ami Michael Lynn Davis, sont inculpés pour meurtre avec préméditation.
Lors d'une audience préliminaire en février 2023, un détective de la police de Tuscaloosa témoigne que Brandon Miller, alors joueur vedette de l'équipe universitaire d'Alabama, a apporté l'arme utilisée dans la fusillade à la demande de Miles. L'arme, appartenant à ce dernier, aurait été récupérée par Davis dans le véhicule de Miller peu avant les faits.
L’avocat de Miller déclare que son client n’était pas au courant des intentions criminelles de Miles et Davis, qu’il n’a jamais manipulé l’arme et qu’il a pleinement coopéré avec les autorités, fournissant notamment son téléphone portable et son véhicule pour l’enquête.
En octobre 2023, la mère de la victime, Decarla Raietta Heard, dépose une plainte au civil pour homicide injustifié contre Miller, Miles et Davis. Selon la plainte, les trois hommes « savaient ou auraient dû savoir que l’apport d’une arme à feu dans une dispute et son utilisation entraîneraient probablement des dommages ».
Brandon Miller n’a finalement pas été inculpé au pénal dans cette affaire, mais son implication a suscité une forte controverse médiatique aux États-Unis, notamment en raison de sa participation continue aux matchs universitaires malgré la révélation de son lien avec l’incident.

## Palmarès

### En club
- NBA All-Rookie First Team en 2024.
- Rookie des mois de janvier, février et mars 2024 dans la conférence Est[9].

### Université
- Consensus Second-Team All-American en 2023
- Wayman Tisdale Award en 2023
- NABC Freshman of the Year en 2023
- SEC Player of the Year en 2023
- SEC Rookie of the Year en 2023
- First-team All-SEC en 2023
- SEC tournament MVP en 2023
- McDonald's All-American en 2022
- Jordan Brand Classic en 2022
- Tennessee Mr. Basketball en 2022

## Statistiques

### Universitaires
| Saison    | Équipe   | Matchs | Titul. | Min./m | % Tir | % 3pts | % LF | Rbds/m. | Pass/m. | Int/m. | Ctr/m. | Pts/m. |
| --------- | -------- | ------ | ------ | ------ | ----- | ------ | ---- | ------- | ------- | ------ | ------ | ------ |
| 2022-2023 | Alabama  | 37     | 37     | 32,6   | 43,0  | 38,4   | 85,9 | 8,20    | 2,10    | 0,90   | 0,90   | 18,80  |
| Carrière  | Carrière | 37     | 37     | 32,6   | 43,0  | 38,4   | 85,9 | 8,20    | 2,10    | 0,90   | 0,90   | 18,80  |

### Professionnelles
| Saison    | Équipe    | Matchs | Titul. | Min./m | % Tir | % 3pts | % LF | Rbds/m. | Pass/m. | Int/m. | Ctr/m. | Pts/m. |
| --------- | --------- | ------ | ------ | ------ | ----- | ------ | ---- | ------- | ------- | ------ | ------ | ------ |
| 2023–2024 | Charlotte | 74     | 68     | 32,2   | 44,0  | 37,3   | 82,7 | 4,3     | 2,4     | 0,9    | 0,6    | 17,3   |
| 2024–2025 | Charlotte | 27     | 27     | 34,2   | 40,3  | 35,5   | 86,1 | 4,9     | 3,6     | 1,1    | 0,7    | 21,0   |
| Carrière  | Carrière  | 101    | 95     | 32,7   | 42,8  | 36,8   | 83,7 | 4,4     | 2,7     | 0,9    | 0,6    | 18,3   |

## Records sur une rencontre en NBA
Les records personnels de Brandon Miller en NBA sont les suivants, :
| Type de statistique        | Saison régulière | Saison régulière        | Saison régulière |
| Type de statistique        | Record           | Adversaire              | Date             |
| -------------------------- | ---------------- | ----------------------- | ---------------- |
| Points                     | 38               | Pistons de Detroit      | 21 novembre 2024 |
| Paniers marqués            | 15               | Pistons de Détroit      | 21 novembre 2024 |
| Paniers tentés             | 30               | Hawks d’Atlanta         | 30 novembre 2024 |
| Paniers à 3 points réussis | 8                | Pistons de Detroit      | 21 novembre 2024 |
| Paniers à 3 points tentés  | 19               | Hawks d’Atlanta         | 30 novembre 2024 |
| Lancers francs réussis     | 10               | @ Pacers de l’Indiana   | 4 février 2024   |
| Lancers francs tentés      | 12               | @ Pacers de l’Indiana   | 4 février 2024   |
| Rebonds offensifs          | 4                | Nets de Brooklyn        | 30 octobre 2023  |
| Rebonds défensifs          | 9                | @ Bucks de Milwaukee    | 23 novembre 2024 |
| Rebonds totaux             | 11               | @ Bucks de Milwaukee    | 23 novembre 2024 |
| Passes décisives           | 7                | Détroit pistons         | Détroit pistons  |
| Interceptions              | 4                | 5 fois                  | 5 fois           |
| Contres                    | 3                | Thunder d'Oklahoma City | 8 avril 2024     |
| Balles perdues             | 5                | 3 fois                  | 3 fois           |
| Minutes jouées             | 42               | Pistons de Detroit      | 21 novembre 2024 |

- Double-double : 3
- Triple-double : 0

Dernière mise à jour : 25 novembre 2024